# 春生門事件
春生門事件（しゅんせいもんじけん、チュンセンムン サコン）とは、1895年11月28日、李氏朝鮮・漢城府（ソウル）の景福宮春生門（現在の青瓦台春秋館の位置）において、ロシア軍・アメリカ軍水兵と朝鮮親露派の元農商工部大臣李範晋が議政府総理大臣金弘集暗殺を企てた事件。乙未事変に対するカウンタークーデターとされる。
守備隊の説得等より高宗を奪い詔命を得る目的は達成できなかった。朝鮮旧侍衛隊王宮襲撃事件ともいう。

## 経過
1895年
- 7月6日 金弘集、総理大臣を更迭される
- 閔妃、李範晋に命じて閔派内閣を組織、金弘集等を暗殺する計画を立案
- 10月6日 閔派、訓練隊の解散と武装解除を通告
- 10月8日 乙未事変
- 11月27日 李範晋と李敏宏、景福宮襲撃に関する諸般の準備開始
- 11月29日
  - 午前1時頃 3発の号砲と共に一群の兵士（約兵士800人に刺客40人）は景福宮春生門前に押寄せ開門を叫ぶ
  - 春生門の守備隊は4小隊 中隊長李謙済・小隊長李承奎・同李祖鉉・同権某 大隊長李範来
  - 暴徒の一手（約200人）、春生門の西側の北墻門に押寄せ、門扉を破壊して闖入。守備へは訓練兵5名→4名逃走 伍長は捕縛されるが 歩哨の兵6名他より暴徒は逃走
  - 大隊長李範来（1隊）が北墻門より暴徒に説聞
  - 臨時光化門の守備兵1小隊を春生門にむける
  - 暴徒は退却し、隊長李道徹・中隊長南万里・同李奎泓及び刺客4名、兵士5名を捕縛。(暴徒自から隊長李道徹を捕えて投降)
  - 暴徒の別働隊は尚門外に集結
  - 魚允中の説得で暴徒一同は其営舎に向て引きあげる。
  - 米国人「リゼンドル」「アンダーウード」「アツペンゼイラ」「エビソン」「ニンステツド」「ダイ」等6人も宮殿に突入しようとピストルを出して威嚇するが、哨兵に拒絶される。
  - 米国人宣教師 「アンダーウード」「エビソン」は宮殿内に潜入
  - 高宗の前に出たアンダーウッド、引きあげる。

## 首謀者と処分
露米両館内に潜匿した以外の者については以下の通り。